# Brunelli Volley 2008-2009
Questa voce raccoglie le informazioni riguardanti la Brunelli Volley nelle competizioni ufficiali della stagione 2008-2009.

## Organigramma societario
Area direttiva
- Presidente: Orfeo Brunelli

Area tecnica
- Allenatore: Mauro Marasciullo
- Allenatore in seconda: Massimiliano Giaccardi
- Scout man: Fabio Micheli

Area sanitaria
- Fisioterapista: Mario Filippini

## Rosa
| N° | Nome                | Ruolo | Data di nascita  | Nazionalità sportiva |
| -- | ------------------- | ----- | ---------------- | -------------------- |
| 1  | Simona Vinciarelli  | S     | 8 ottobre 1983   | Italia               |
| 2  | Milena Stacchiotti  | C     | 5 gennaio 1985   | Italia               |
| 3  | Alessandra Ambrosi  | C     | 14 marzo 1984    | Italia               |
| 5  | Debora Corbucci     | C     | 29 ottobre 1979  | Italia               |
| 6  | Corinna Cruciani    | P     | 29 aprile 1988   | Italia               |
| 7  | Liesbet Vindevoghel | S     | 29 dicembre 1979 | Belgio               |
| 8  | Monica Ravetta      | O     | 29 agosto 1985   | Italia               |
| 9  | Chiara Di Iulio     | S     | 5 maggio 1985    | Italia               |
| 10 | Beatrice Sacco      | L     | 7 giugno 1983    | Italia               |
| 11 | Alessandra Petrucci | P     | 11 febbraio 1983 | Italia               |
| 14 | Isabella Di Iulio   | P     | 26 novembre 1991 | Italia               |
| 12 | Silvia Renzi        | C     | 3 marzo 1985     | Italia               |
| 17 | Mia Jerkov          | O     | 5 dicembre 1982  | Croazia              |
| 18 | Neudil dos Santos   | S     | 13 gennaio 1984  | Brasile              |